# 楊基寬
楊基寬（1959年11月16日—），畢業於國立成功大學外文系。1990年加入朋友創辦的精元電腦，1993年離開精元電腦，失業兩年。1996年創辦104人力銀行。